# Бубеннов, Михаил Семёнович
Михаи́л Семёнович Бубенно́в (8 [21] ноября 1909 или 21 ноября 1909, Поломошное, Барнаульский уезд, Томская губерния, Российская империя — 3 октября 1983, Москва) — русский советский прозаик и литературный критик, журналист. Лауреат Сталинской премии первой степени (1948).

## Биография
М. С. Бубеннов родился 8 (21) ноября 1909 года в крестьянской семье в селе Второе Поломошное (ныне Новичихинский район Алтайского края). Окончил школу-девятилетку (1927), стал сельским учителем, к этому же времени относятся первые публикации. В 1929 году участвовал в I Всесоюзном съезде крестьянских писателей. С 1930 года жил в Татарстане, работал учителем в селе Рыбная Слобода, а с 1933 года — журналистом. С 1939 года — член Союза писателей Татарстана. Член ВКП(б) с 1951 года.
Участник Великой Отечественной войны, призван Казанским РВК. С марта 1942 командир роты в составе 88-й стрелковой дивизии. Военный корреспондент газет «За Родину» 88-й стрелковой дивизии, «Боевое знамя» 10-й гвардейской армии. Первым осветил в печати подвиг Александра Матросова.
В 1946 уволен в запас в звании гвардии старшего лейтенанта.
Главным произведением Бубеннова стал его военный роман «Белая берёза» (1947). На последних страницах второй части романа (1952) автор в духе культа личности изобразил И. В. Сталина. После 1956 года эта книга критиковалась как пример так называемой «теории бесконфликтности».
По воспоминаниям поэта и фронтовика Григория Поженяна, будучи в подпитии, Бубеннов жаловался ему:

Вам легко было писать ваши военные романы. А вот мне-то каково: я ведь на фронте ни одного дня не был.— Бенедикт Сарнов. Наш советский новояз
В 1965—1975 входил в правление СП РСФСР.
Выступал как литературный критик (статья «О новом романе Валентина Катаева „За власть Советов!“», письмо о романе Гроссмана Сталину), имел по этому поводу телефонный разговор со Сталиным, выразившим ему благодарность «за правильное направление критики». В 1951 году написал статью «Нужны ли сейчас литературные псевдонимы?»
Известен своим участием в проводившейся в конце 1940-х — начале 1950-х годов борьбе с космополитизмом.
В связи с пьяной дракой Бубеннова и драматурга А. Сурова появилась эпиграмма, приписываемая Э. Казакевичу и А. Твардовскому.
Давид Кугультинов рассказывал, как уже после реабилитации калмыков Бубеннов заявил ему: «А правильно выселили калмыков. Вы все изменники».

Могила Бубеннова

М. С. Бубеннов умер 3 октября 1983 года. Похоронен в Москве на Кунцевском кладбище (10 уч.).

## Сочинения
- «Гремящий год», 1932
- «Бессмертие», 1940
- «Белая берёза», 1947, книга 2-я — 1952. (около 60 прижизненных изданий).
- «Орлиная степь», 1959
- «Стремнина», 1970
- «Зарницы красного лета», 1977
- «Светлая даль юности», 1983

Собрание сочинений
- Избранные произведения в 2-х томах. — [Вступ. статья Е. Осетрова]  — М.: Художественная литература, 1973.
  - Т. 1: Бессмертие: Повесть. Рассказы. Белая берёза: Роман. — 1973. — 718 с., портр.: ил.
  - Т. 2: Орлиная степь: Роман. Стремнина: Роман. — 1973. — 734 с.: ил.
- Собрание сочинений в 4-х томах. — М.: Современник, 1981—1982.
  - Т.1. — Повести и рассказы. Вступит. стат. Е. И. Осетрова. — 1981. — 543 с. — 100 000 экз.
  - Т.2. — Белая берёза: Роман. — 1981. — 544 с. — 100 000 экз.
  - Т.3. — Орлиная степь: Роман.; Огневое лихолетье (Военные записки). — 1982. — 479 с. — 100 000 экз.
  - Т.4. — Стремнина: Роман.; Жизнь и слово: о времени и о себе. — 1982. — 495 с. — 100 000 экз.

## Награды и премия
- орден Трудового Красного Знамени (20.11.1959)
- орден Дружбы народов (23.11.1979)
- орден Красной Звезды (25.03.1944)
- медаль «За отвагу» (22.03.1943)
- медаль «За победу над Германией в Великой Отечественной войне 1941—1945 гг.» (1945)
- Сталинская премия первой степени за 1-ю часть романа «Белая берёза» (1948)[10]

## Оценки современников
А спросите этого критика, как он сам-то понимает партийность? Э-эх! (Сталин)

## Личная жизнь
Сын — Сергей (1930—2005), художник.